# Красный Октябрь (Целинный район)
Красный Октябрь — деревня в Целинном муниципальном округе Курганской области России.

## Климат
Климат характеризуется как резко континентальный, с холодной продолжительной малоснежной зимой и жарким сухим летом. Средняя продолжительность безморозного периода составляет 113 дней. Среднегодовое количество атмосферных осадков — 397мм.

## История
До 1917 года входила в состав Усть-Уйской волости Челябинского уезда Оренбургской губернии. По данным на 1926 год Мельница №1 состояла из 72 хозяйств. В административном отношении входила в состав Усть-Уйского сельсовета Усть-Уйского района Челябинского округа Уральской области.

## Население
| 1989 | 2002 | 2010 |
| ---- | ---- | ---- |
| 178  | ↗233 | ↘178 |

По данным переписи 1926 года при мельнице проживало 228 человек (119 мужчин и 109 женщин), в том числе: русские составляли 71 % населения, украинцы — 29 %.